# Sziküón
Sziküón (Σικυών, saját akháj dialektusában Szeküón, latinosan Sicyon) ókori görög polisz volt. Az általa ellenőrzött terület, Sziküónia Akhaia, Árkádia, Argolisz és Korinthia tartományok szomszédságában, a Korinthoszi-öböl déli partján terült el. A város maga körülbelül 3 kilométerre feküdt a tengertől egy alacsony, háromszögletű fennsíkon, de természetesen volt kikötője is.

## A városállam neve
Sziküón kiemelt szerepet játszott a görög mitológiában, és a neki tulajdonított hosszú történelem kapcsán az antik szerzők számos különböző névvel illették. Sztrabón közlése szerint a várost az Aigialeusz vezette iónok alapították, így első neve Aigialeia volt. Később az alapító unokájáról, Telkhinészről – vagy az isteneket szolgáló, kézművességgel és varázslással foglalkozó telkhinekről – Telkhisz vagy Telkhinia névvel illették. Később a mákfélékre utaló Mükoné lett a város neve, mivel a növény nagy mennyiségben termett a környékén (Hésziodosz szerint a gondos művelésnek köszönhetően, a helyiek inkább azzal magyarázták, hogy Démétér itt fedezte fel hajdanán a növényt). A területet egyébként az itt folyó Aszóposz folyóról Aszópia névvel is illették a korai időkben.
A Sziküón név Pauszaniasz közlése szerint az attikai Sziküóntól ered, aki feleségül vette Lamedón király lányát, Zeuxippét, és a város királya lett. Más források szerint a sziküosz vagy sziküa nevű, uborka alakú, a város vidékén gazdagon termő tökféle adta a város nevét.
Kr. e. 303-ban Démétriosz Poliorkétész meghódította és lerombolta Sziküónt, az akropolisza helyén pedig újat építtetett Démétriasz néven, azonban ezt a nevet csak ritkán használták, rövid ideig.

## Sziküón története

### A kezdetek
A dórok által korábban leigázott város az archaikus korban, a Kr. e. 7–6. században, az ión származású Orthagoridák türannisza idején lépett ki a mitikus homályból, ám még ekkor sem teljesen. Az alapító Orthagorasz félig legendás személy, állítólag egy Andreasz nevű szakács fia volt, akinek Delphoiban megjósolták, hogy fia még zsarnokságra tör. Orthagorasz a határőrségben tűnt ki vitézségével, majd hadvezérré (polemarkhosz) választották, és ilyen rangban lett türannosz. Fivére, Mürón Kr. e. 648-ban olümpiai kocsiversenyt nyert. Önmagában a jóslatkérés, a hadvezérség vagy a versenygyőzelem alapjában cáfolja a hagyományt, miszerint a dinasztia alacsony sorból származott volna. Ennek hangsúlyozása valamilyen okból nyilván rendkívül fontos volt az Orthagoridák számára, ha ilyen megkérdőjelezetlenül őrizte meg a hagyomány.
Sziküónból az alábbi türannoszok ismeretesek:
- Orthagorasz
- I. Mürón (Orthagorasz fivére)
- Arisztónümosz (Mürón fia)
- II. Mürón és Iszodémosz (Arisztónümosz fiai)
- Kleiszthenész (Arisztónümosz fia, az előbbiek fivére)
- Aiszkhinész (sziküóni türannosz)

Közülük a legjelentősebb mindenképpen Kleiszthenész, a hasonló nevű athéni reformer nagyapja. Kr. e. 600 körül lett a polisz türannosza, kb. Kr. e. 565-ben halt meg. Ő nagyapját követte a trónon, de ehhez meg kellett küzdenie fivéreivel. Miután stabilizálta hatalmát, eltökélt dórellenes politikába kezdett, amelynek keretében a dór phülék neveit – Dümanesz, Hülleisz, Pamphüloi – eltörölte, és gúnynevekkel cserélte fel (Hüatai – Disznó-törzs, Khoireatai – Malac-törzs, Oineatai – Szamár-törzs; Muraközi Gyula Hérodotosz-fordításában disznócik, malaciak és szamarancok); betiltotta a dór Adrasztosz hérósz tiszteletét, helyette Dionüszosz kultuszát terjesztette el; hadat viselt Argosz ellen, és betiltotta a homéroszi eposzokat, mivel azok dicsérték a rivális városállamot.
A görög történetíró A görög-perzsa háború című művében beszéli el a történetet, amely szerint a zsarnok azért változtatta meg a hazai törzsek nevét, hogy a legkevésbé se hasonlítsanak az általa gyűlölt Argosz városállam törzsneveihez: „Csupán saját törzsével tett kivételt, amelyet Arkhelaosznak (a népen uralkodó) nevezett, a többiek viszont ilyen neveket kaptak: Hüaták (disznócik), Oneaták (szamaroncok), valamint Khoireaták (malaciak). S ezeket a neveket nemcsak Kleiszthenész alatt viselték a phülék, hanem még hatvan évig halála után is” A történet különös csavart vett a sziküóni zsarnok unokája, a szintén Kleiszthenésznek nevezett athéni politikus idején, aki (Hérodotosz szerint nagyapját követve) ugyancsak átszervezte és átnevezte a városállam phüléit – fontos lépést téve ezzel a demokrácia létrehozása felé. (Ő azonban nem állatokról, hanem athéni hősökröl nevezte el a démosz (köznép) általa létrehozott tíz törzsét.) .
Uralkodása idején a delphoi amphiktüonia oldalára állt az első szent háborúban, és segítette annak Krisza és Kirra elleni győzelmét (Kr. e. 585 k.). Kr. e. 582-ben a püthói játékokon győzelmet aratott kocsijával. Emellett Kleiszthenész pompakedvelő hírében állt, uralkodása alatt számos jelentős épülettel bővült városa, és művészeti központtá vált. Daidalosz fiai, Dipoinosz és Szküllisz, a két szobrász az ő uralkodása alatt nyitotta meg iskoláját Sziküónban.
Kleiszthenésznek nem volt fia, egyetlen lányát, Agarisztát pedig a vezető athéni nemzetség, az Alkmaiónidák egyik sarjához, Megaklészhez adta. Tőle származott Kleiszthenész. A sziküóni türannisz utolsó zsarnoka a Kleiszthenésszel nem tisztázott viszonyban levő Aiszkhinész volt, akinek hatalmát Kr. e. 556/555-ben a spártaiak döntötték meg, eltörölve Kleiszthenész dórellenes intézkedéseit.

### Spárta oldalán
Sziküón ezt követően a spártai irányítás alatt álló laza szümmakhia, a Peloponnészoszi Szövetség tagállama lett, amelyben hadihajó-állítási kötelezettségei voltak. A görög–perzsa háborúk idején, Kr. e. 481-ben megalakult Iszthmoszi Szövetség tagjaként 12 sziküóni hajó harcolt a Xerxész vezette támadók ellen. A Kr. e. 479-es mükaléi csatában a város hadai rendkívüli hősiességről tettek tanúbizonyságot. A hellaszi hadműveletek végeztével a Déloszi Szövetséget kialakító Athén egyre nyomasztóbb tengeri fölénye Sziküónt is szembeállította az attikai polisszal.
Az ún. I. peloponnészoszi háború során Athénnal két alkalommal is összecsaptak Sziküón csapatai: Kr. e. 455-ben a Korinthoszi-öblöt meghódítani vágyó Tolmidész, Kr. e. 453-ban pedig Periklész mért rájuk vereséget, de a várost nem foglalták el. A peloponnészoszi háború során a polisz mindvégig Spárta oldalán állt, még akkor is, amikor a Kr. e. 421-es Nikiasz-féle béke megosztotta a dór város híveit.

### Kr. e. 4. század
Spárta hű szövetségesét a Kr. e. 4. század első felében egy helyi előkelő, Euphrón irányította. Kr. e. 368-ban a thébai Epameinóndasz elszakította a várost Spártától, és a városba harmosztészt (kormányzót) helyezett. Euphrón, hogy visszaszerezze korábbi befolyását, a thébai kormányzó jelenlétében demokratikus puccsot hajtott végre argoszi és árkádiai támogatással, melynek keretében türanniszt vezetett be. Az oligarchia elleni tisztogatásai miatt hamarosan volt támogatói, az árkádiaiak döntötték meg hatalmát (Kr. e. 366). Sziküón a Kr. e. 361-es mantineiai csatában is a boiótok oldalán állt.
A makedón hódítással szemben a peloponnészoszi államok többségéhez hasonlóan Sziküón sem tanúsított ellenállást. III. Alexandrosz halálát követően a terület megőrizhette önkormányzatát. Kr. e. 314-ben a fellázadt sziküóniak gyilkolták meg Alexandroszt, Polüperkhón fiát, mire annak tetterős felesége, Kratészipolisz leverte a felkelést, és hat év kormányzás után átadta a várost Ptolemaiosznak. Nem sokkal ezután rombolta le Démétriosz az ellenfele által uralt várost, amit Démétriasz néven építtetett újra.

### Hellenisztikus és római kor
Démétriosz hódítása után mintegy fél évszázadon át türannoszok váltották egymást a város élén, folyamatos politikai harcot vívva. Az első Kleón volt, akit Eüthüdémosz és Timokleidasz gyilkoltatott meg, őket azonban később száműzték. Utódjuk Kleiniasz lett. Kr. e. 264-ben Kleiniaszt meggyilkoltatta Abantidasz, akit rövid ideig apja, Paszeasz követett, majd Nikoklész vette át a hatalmat.
Kr. e. 251-ben Aratosz, Kleiniasz fia visszatért, és demokratikus puccsot hajtott végre az Antigonosz Dószón makedón király által támogatott Nikoklész ellen. A sikert követően először a makedónok ellen harcolva kezdett terjeszkedni a Peloponnészoszon, ám az általa elindított demokratikus fordulatok miatt végül szembekerült Spártával, amit csak a makedónokkal koalícióban volt képes legyőzni az ún. szövetséges háborúban. Kr. e. 213-ban az új makedón király, V. Philipposz meggyilkoltatta Aratoszt, ezzel Sziküón végleg elvesztette politikai súlyát. Az Akháj Szövetség részeként végül a Római Birodalom része lett.
A római uralom a függetlenségét vesztett Sziküón számára virágkor volt a Kr. e. 151-es és Kr. e. 141-es földrengések ellenére. Korinthosz elpusztítása után a város ellenőrizte az iszthmoszi játékokat. Kr. e. 87-ben Sulla katonái kifosztották a várost. Kr. e. 40-ben itt hunyt el Marcus Antonius felesége, a perusiai háborút kirobbantó Fulvia Antonia.
Az ezt követő évszázadokban Sziküón jelentéktelen kisváros maradt, amely a 3. századig prosperált – ekkor épült a gümnaszion új szintje és a buleotériont ekkor alakították át fürdővé. Azonban a népesség fokozatosan a tengerpartra vándorolt, megvetve Nea Sziküón (ma Szikéa) alapjait. A régi településen a kereszténység korai időszakában két templom működött, és egy időben püspöki székhely volt. A Sziküón helyén azóta álló falu sokáig a Vaziliko nevet viselte; újabban hivatalosan is felvette az ókori nevet.

## Kultúra, gazdaság
Sziküón a már említett szobrászok mellett a festészet őshazájának is tekinthető antik források alapján. Ebben Kratón – az első, aki színekkel rajzolt – és Pausziasz – az első igazi festő – jeleskedtek igazán. Sziküónnak valóban volt állami képtára, és számos festményt exportált az ókori Egyiptomba.
Sziküón fiai a zene és tánc területén is nagy érdemeket szereztek: Amphión nevéhez fűződik a kitharával kísért ének, Lüszandroszhoz a kitharaszóló feltalálása. Az első zenekar a sziküóni Epigonosz tanítványait tömörítette. Ez utóbbiról nevezték el az ő találmányának tekintett negyvenhúros pengetős hangszert epigoneionnak. Ibükosz találta fel a szambüké nevű hangszert. Két sziküóni táncot névről is ismerünk, az ünnepélyes alétroszt és a vad, szenvedélyes kordaxot.

## Vallás, mitológia
Sziküón városában Apollón tisztelete volt a legfőbb kultusz. A hagyomány szerint alapítását követően rövidesen Aigialeiába érkezett ugyanis az istenség ikertestvérével, Artemisszel együtt, miután legyőzték Püthónt Delphoiban. Itt azonban erőt vett rajtuk a Félelem (Phobosz), és elmenekültek. Nemhogy megtisztítani nem tudták a várost, de még a pestis is rászabadult a szerencsétlen lakókra. Végül 7 ifjú és 7 leány kiengesztelésképpen elment a Szüthasz folyóhoz, amire az istenek visszatértek. Pauszaniasz idejében is létezett még az az évente megrendezett szertartás, amelynek keretében 7-7 fiatal fiú és lány elzarándokolt a Szüthaszhoz, és az istenszobrokat innen az ijedelem helyén épült Meggyőzés-szentélybe (Peithó) vitték.
Apollón templomában valóságos múzeum működött mitikus relikviákból. Pauszaniasz szerint itt őrizték többek között Agamemnón pajzsát és lándzsáját, Adrasztosz sosem kinyitott ládáját, Meleagrosz dárdáját, amivel leterítette a kalüdóni vadkant, Odüsszeusz köpenyét és mellvértjét, Pénelopé szövetének egy darabját, az üstöt, amiben Médeia megfőzte Péliaszt, az argonauták evezőit, Marszüasz fuvoláját, illetve Athéné szavazatát Oresztész felmentésére.
Athénének két szentélye volt a városban. Kleiszthenész idején Dionüszosz kultusza került előtérbe, akinek két megjelenését tisztelték: Dionüszosz Bakkheioszt, akinek ünnepei fékevesztett orgiák voltak, illetve emiatt a püthia utasítására később a thébai Dionüszosz Lüszioszt, aki a békés nyugalmat hozta el az emberek számára az őrjöngés helyett.
Sziküón számos mitológiai jelenet színhelye volt: Kallimakhosz szerint az istenek itt osztoztak meg a hatalmon a titánok legyőzése után, Hésziodosz pedig Prométheusz cselét köti a városhoz, amikor az istenek mohóságára alapozva kijátszotta őket az áldozattal. Az ókori görögök még Prométheusz azon tettét is Sziküónhoz kötötték, hogy megszerezte az emberek számára a tüzet az istenektől.

### Sziküón mitikus királyai
| Uralkodó     | Megjegyzések                                                                        |
| ------------ | ----------------------------------------------------------------------------------- |
| Aigialeosz   | alapító                                                                             |
| Europsz      | Aigaleosz fia                                                                       |
| Telkhinész   | Europsz fia                                                                         |
| Apisz        | Telkhinész fia                                                                      |
| Thelxión     | Apisz fia                                                                           |
| Aigürosz     | Thelxión fia                                                                        |
| Thurimakhosz | Aigürosz fia                                                                        |
| Leukipposz   | Thurimakhosz fia                                                                    |
| Peratosz     | Leukipposz lányának, Kalkhiniának és Poszeidónnak a gyermeke                        |
| Plemnaiosz   | Peratosz fia. Minden gyermeke halva született.                                      |
| Orthopolisz  | Plemnaiosz fia, akit a királyt megszánó Démétér segített világra                    |
| Korónosz     | Orthopolisz unokája                                                                 |
| Korax        | Korónosz fia, gyermektelenül halt meg                                               |
| Epopeusz     | Thesszália királya, Poszeidón fia. Sikeresen harcolt a városra törő Thébai ellen.   |
| Lamedón      | Korax öccse. Harcolt Argosz ellen.                                                  |
| Sziküón      | Lamedón athéni veje, a város névadója                                               |
| Polübosz     | Sziküón Khthonophülé nevű lányának és Hermésznek a fia                              |
| Adrasztosz   | Talaosz fia, Polübosz veje, később elhagyta a várost Argosz trónjáért               |
| Ianiszkosz   | Klüthié leszármazottja                                                              |
| Phaisztosz   | Héraklész egyik fia, később Krétára költözött                                       |
| Zeuxipposz   | Apollón és Szküllisz nimfa gyermeke                                                 |
| Hippolütosz  | Phaisztosz unokája, a mükénéi Agamemnón vazallusaként részt vett a trójai háborúban |
| Lakesztadész | Hippolütosz fia, a dórok megtámadták, de Hérakleida lévén tovább uralkodhatott      |
| Phalkész     | Temenosz fia, maga is Hérakleida. Hippolütoszt társuralkodójává tette               |

Euszebiosz és Ibükosz az utolsó királyokkal kapcsolatban mást közöl. Az előbbi szerint Polüpheidész, az utóbbi szerint Zeuxipposz vett részt a trójai háborúban. Euszebiosz abban is eltér a pauszaniaszi listától, hogy szerinte egy ideig Apollón papjai uralták a várost Zeuxipposz halála után.

## Híres sziküóni művészek, sportolók
- Polükleitosz, szobrász
- Lüszipposz, szobrász
- Epigenész, a tragédia műfajának állítólagos megalkotója
- Praxilla, költőnő
- Menaikhmosz, történetíró
- Makhón, anekdotagyűjtő
- Szósztratosz (Kr. e. 4. század közepe), háromszoros pankráció-olimpikon
- Aelius Granianus (130-as, 140-es évek), többszörös futóversenygyőztes (több számban)